# Alfons Karabuda
Alfons Karabuda, född 2 december 1967 i Stockholm, är en svensk kompositör och kulturpolitisk personlighet i Sverige och EU.

## Uppdrag
Karabuda har varit ordförande för ECSA, IMC och SKAP (2007-2024), expertråd i frågor om yttrandefrihet och upphovsrätt till FN:s råd för mänskliga rättigheter, ordförande för Musiksverige, samt styrelseledamot för Kungliga Musikhögskolan i Stockholm, Klys och Stim, ordförande i Polar Music Prize Awards prisnämnd och var 2010–2012 talesperson för nätverket Kulturskaparna. Under perioden april-augusti 2014 var Karabuda tf vd på Stim.
Som expertråd till FN:s råd för mänskliga rättigheter deltog Karabuda i framtagandet av rådets första rapport om konstnärliga rättigheter 2013. Som tidigare ledamot och nu ordförande för IMC arbetar Karabuda prioriterat med barns och ungas rätt till musik och kultur.
I sitt arbete som ordförande i ECSA och SKAP fokuserade Karabuda på konstnärliga rättigheter och värdet av kultur och var en drivande kraft bakom det nya upphovsrättsdirektivet som antogs av EU 2019. Han har också verkat för framväxten av ett samarbete mellan de europeiska och amerikanska musikskaparorganisationerna ECSA och SGA (Songwriters Guild of America). Tillsammans företräder organisationerna över 40 000 musikskapare i USA och EU i frågor om konstnärliga rättigheter, upphovsrätt och yttrandefrihet, i gemensamma aktiviteter som Fair Trade Music Initiative.
2014 tilldelade tidningen Resumé Karabuda hederspris som Årets Lobbyist.

## Biografi
Karabudas föräldrar Günes och Barbro Karabuda var journalister och filmare. Hans syster Denize Karabuda är skådespelare och regissör. Barnen Karabuda växte upp på resande fot under föräldrarnas många uppdrag, vilket Karabuda själv menar bidragit till hans kulturpolitiska engagemang.
Karabuda arbetar med TV, film och teater genom den egna firman Naomi Musikförlag & Filmproduktion. Bland uppdragsgivarna finns SVT, Sveriges Radio, BBC, Zentropa och Stockholms Stadsteater. Karabuda gör också musik till reklamfilm.

## Korruptionsanklagelser
Alfons Karabuda blev tillsammans med sex andra svenska kulturprofiler och de två intresseföreningarna FST och SKAP i november 2014 anklagad för bestickning och efter en lång process frikänd av Stockholms Tingsrätt 2016, därefter 2018 dömd av en oenig Svea Hovrätt, för att till sist bli friad från alla brottsanklagelser av Högsta Domstolen 2020.
Utredningen inleddes efter att Sveriges Radio hade sänt ett program om de julmiddagar och vårfester som intresseföreningarna årligen anordnat (SKAP sedan 1945) för sina medlemmar och det samlade musik- och kulturlivet. Enligt SR var middagarna och festerna även menade att påverka myndighetschefer och politiker. Tingsrätten ansåg i sin friande dom att uppsåt inte funnits. Karabuda blev dock senare dömd i Svea Hovrätt tillsammans med kollegan Martin Q Larsson samt Stina Westerberg, dåvarande generaldirektör för Musikverket.
Domen överklagades till Högsta Domstolen som den 22 maj 2019 meddelade att partiellt prövningstillstånd beviljats. Den 17 mars 2020 meddelade HD att man helt friar Karabuda och Skap från alla brottsanklagelser och angav dessutom att det finns "skäl att meddela prövningstillstånd i målet i övrigt. Med den angivna utgångspunkten har inte något brott begåtts." 

## Verk i urval
Musik för TV
- Linné och hans apostlar – SVT, 2004
- Olivia Twist – SVT, 2002
- Den vite riddaren – SVT, 1994
- Anna Holt – Polis – SVT, 1996
- Bookmark Childhood – BBC
- LinSilk Road/Turqoise – NOS TV3
- The World Heritage Expedition – NOS TV3
- Desert’s Blue Eye, Aral – Academy Production, 2000
- AuDeLá de l'Lointaine – E.G.E TV

Musik för film
- Fruen på Hamre – Zentropa Film AS, 2000
- Violbukten – SFI/Filmteknik/Oberon & Son, 1991
- Skyernes Skygge Rammer Mig – Zentropa Film AS, 1996
- Helten Henning – Arena Film, 1998

Musik för teater
- Stora landsvägen – Stockholms Stadsteater, 2008
- Toten Insel – Stockholms Stadsteater, 2007
- Dickie Harding – Sveriges Radio, 2007
- Förhör 63-11 – Sveriges Radio, 2002
- Häxorna – Sveriges Radio
- Hans och Greta – Sveriges Radio
- Hungerbarnet – Sveriges Radio
- Burkpojken – Sveriges Radio
- Hemliga möten – Sveriges Radio
- Skämmerskans dotter – Sveriges Radio
- Herren Gud och hans avbilder – Sveriges Radio
- Den röda mössan – Sveriges Radio